# Канген (река)
Канген је река у Јужном Судану у вилајетима Источна Екваторија и Џонглеј. Извире из мочваре Лотакипи, у региону Илемијски троугао око којег се споре Јужни Судан и Кенија. Тече у правцу југоисток-северозапад на дужини од око 300 km и улива се у реку Пибор код града Пибор Пост.